# Obelia castellata
Obelia castellata is een hydroïdpoliep uit de familie Campanulariidae. De poliep komt uit het geslacht Obelia. Obelia castellata werd in 1894 voor het eerst wetenschappelijk beschreven door Clarke. 